# كورنيل
كورنيل (ويسكونسن) (بالإنجليزية: Cornell, Wisconsin)‏ هي قرية و مدينة من الدرجة الرابعة تقع في الولايات المتحدة في مقاطعة تشيبيوا. يقدر عدد سكانها بـ 1,467 نسمة ومساحتها 11.32 كم2 و وترتفع عن سطح البحر 330 متر.

## التركيبة السكانية
قام مكتب تعداد الولايات المتحدة بتحديد بيانات التركيبة السكانية لكورنيلفي تعداد الولايات المتحدة. في ما يلي، التركيبة السكانية حسب تعدادي 2000 و2010.

### تعداد عام 2000
بلغ عدد سكان كورنيليوس 9,652 نسمة بحسب تعداد عام 2000، وبلغ عدد الأسر 2,880 أسرة وعدد العائلات 2,246 عائلة مقيمة في المدينة.
وتوزع التركيب العرقي للمدينة بنسبة 37.39% من البيض و 1.24% من الأمريكيين الأصليين و 1.04% من الأمريكيين ذوي الأصول الآسيوية و 0.28% من سكان جزر المحيط الهادئ و 0.76% من الأمريكيين الأفارقة و 24.32% من الأعراق الأخرى و 3.76% من عرقين مختلطين أو أكثر. فيما شكل الهسبانيون أو اللاتينيون من أي عرق نسبة 68.61% من السكان.
بلغ عدد الأسر 2,880 أسرة كانت نسبة 45.3% منها لديها أطفال تحت سن الثامنة عشر تعيش معهم، وبلغت نسبة الأزواج القاطنين مع بعضهم البعض 61.8% من أصل المجموع الكلي للأسر، ونسبة 10.4% من الأسر كان لديها معيلات من الإناث دون وجود شريك، وكانت نسبة 22.0% من غير العائلات. تألفت نسبة 15.9% من أصل جميع الأسر من أفراد ونسبة 5.4% كانوا يعيش معهم شخص وحيد يبلغ من العمر 65 عاماً فما فوق. وبلغ متوسط حجم الأسرة المعيشية 3.64، أما متوسط حجم العائلات فبلغ 3.31.
بلغ العمر الوسطي للسكان 29 عاماً. وكانت نسبة 32.5% من القاطنين تحت سن الثامنة عشر، وكانت نسبة 11.0% بين الثامنة عشر والأربعة وعشرون عاماً، ونسبة 33.6% كانت واقعةً في الفئة العمرية ما بين الخامسة والعشرون حتى والأربعة وأربعون عاماً، ونسبة 16.9% كانت ما بين الخامسة والأربعون حتى الرابعة والستون، ونسبة 6.1% كانت ضمن فئة الخامسة والستون عاماً فما فوق. يوجد لكل 100 أنثى 108.1 ذكر، ويوجد لكل 100 أنثى في الثامنة عشر من عمرها فما فوق 107.0 ذكر.
بلغ متوسط دخل الأسرة في المدينة 45,959 دولار، أما متوسط دخل العائلة فبلغ 49,456 دولار. وكان متوسط دخل الذكور 32,164 دولار مقابل 25,207 دولار للإناث. وسجل دخل الفرد الخاص بالمدينة 15,290 دولار. وكانت نسبة 10.8% من العائلات ونسبة 16.1% من السكان تحت خط الفقر، وكان من هؤلاء نسبة 17.6% تحت سن الثامنة عشر ونسبة 10.5% في الخامسة والستين من العمر وما فوق.

### تعداد عام 2010
بلغ عدد سكان كورنيل 1,467 نسمة بحسب تعداد عام 2010، وبلغ عدد الأسر 607 أسرة وعدد العائلات 400 عائلة مقيمة في المدينة. في حين سجلت الكثافة السكانية 382.0 نسمة لكل ميل مربع (147.5/كم2). وبلغ عدد الوحدات السكنية 670 وحدة بمتوسط كثافة قدره 174.5 لكل ميل مربع (67.4/كم2).
وتوزع التركيب العرقي للمدينة بنسبة 97.6% من البيض و 0.3% من الأمريكيين الأصليين و 0.2% من الأمريكيين ذوي الأصول الآسيوية و 0.1% من سكان جزر المحيط الهادئ و 0.3% من الأمريكيين الأفارقة و 1.5% من عرقين مختلطين أو أكثر.
بلغ عدد الأسر 607 أسرة كانت نسبة 27.7% منها لديها أطفال تحت سن الثامنة عشر تعيش معهم، وبلغت نسبة الأزواج القاطنين مع بعضهم البعض 48.9% من أصل المجموع الكلي للأسر، ونسبة 11.7% من الأسر كان لديها معيلات من الإناث دون وجود شريك، بينما كانت نسبة 5.3% من الأسر لديها معيلون من الذكور دون وجود شريكة وكانت نسبة 34.1% من غير العائلات. تألفت نسبة 30.1% من أصل جميع الأسر من أفراد ونسبة 16.9% كانوا يعيش معهم شخص وحيد يبلغ من العمر 65 عاماً فما فوق. وبلغ متوسط حجم الأسرة المعيشية 2.84، أما متوسط حجم العائلات فبلغ 2.34.
بلغ العمر الوسطي للسكان 44 عاماً. وكانت نسبة 22.4% من القاطنين تحت سن الثامنة عشر، وكانت نسبة 7.4% بين الثامنة عشر والأربعة وعشرون عاماً، ونسبة 21.7% كانت واقعةً في الفئة العمرية ما بين الخامسة والعشرون حتى والأربعة وأربعون عاماً، ونسبة 26.3% كانت ما بين الخامسة والأربعون حتى الرابعة والستون، ونسبة 22.3% كانت ضمن فئة الخامسة والستون عاماً فما فوق. وتوزع التركيب الجنسي للسكان بنسبة 48.6% ذكور و51.4% إناث.